# Yberá (navio)
O Yberá, também denominado  Rangel, foi um navio de guerra da Armada Paraguaia que combateu na Guerra do Paraguai.

## História
O Yberá era originalmente um navio vapor mercante italiano de construção britânica cuja propulsão era por meio da hélice de popa. Possuía um casco de madeira e deslocava até 300 toneladas. O seu motor a vapor era de 50hp de potência com caldeira de popa. As suas dimensões eram similares aos demais navios na esquadra paraguaia, com aproximadamente 30 metros de comprimento, 7 metros de largura e calado de 1,5 metros. Antes de ser adquirido da Itália pela Armada Paraguaia em 1865 possuía a denominação Cavour.

## Ofensiva no Rio Paraná
A meia noite de 10 de junho, uma esquadra comandada pelo capitão de fragata Pedro Ignacio Meza, encabeçada pelo vapor Tacuarí (comandado por José Maria Martinez), compondo ainda a esquadra além do Yberá (Pedro Victorino Gill), também os vapores Jejuy (Aniceto López), Ygurey (Remigio Del Rosario Cabral Velázquez), Yporá (Domingo Antonio Ortiz), Marquês de Olinda (Ezequiel Robles), Paraguarí (José Alonso), Salto Oriental (Vicente Alcaraz) e Piraveve (Tomás Pereira) partiram rumo a Corrientes para atacar uma esquadra da Marinha Imperial Brasileira que estava ancorada nos arredores daquela localidade. 
Contudo, sofreram um atraso devido a uma falha no Yberá, que também os fez serem detectados pelo vapor brasileiro Mearim na altura de Punta de Santa Catalina (sudoeste de Corrientes). Assim, o Yberá foi rebocado a bombordo pelo vapor Paraguarí, com a mera função de transporte de tropas, levando a missão de passar cabos de reboque nas cobertas dos navios brasileiros aprisionados, para a subida até Assunção.
Às 8:30, o confronto entre os dois esquadrões começou em frente à cidade Corrientes e se estendeu às margens do arroio Riachuelo, um afluente do Rio Paraná. A frota paraguaia continuou engajada na batalha com a esquadra brasileira até a ilha de lagraña, onde subiu para ancorar perto da foz do Rio Riachuelo. 
Ao final da ação, os vapores Jejuy, Paraguarí e Marques de Olinda foram afundados ou encalhados após sofrerem vários disparos da esquadra brasileira e também serem abalroados pela fragata capitania Amazonas, assim como as três Chatas rebocadas. O navio insígnia da frota paraguaia, o Tacuarí, também foi seriamente avariado na batalha, mas a sua tripulação conseguiu coordenar a retirada rio acima para salvar o restante da frota paraguaia. 
Apesar do esforço de combate, a Armada Paraguaia sofreu pesadas perdas nessa batalha que bloqueou o seu acesso ao Rio Paraná e comprometeu a sua capacidade ofensiva no conflito, tendo dali em diante se limitado apenas a operações logísticas e táticas defensivas.
Após essa batalha, o Yberá evadiu-se rio acima rebocado por outras embarcações restantes da esquadra paraguaia, sendo afundado propositalmente pelos paraguaios em um trecho estreito do Rio Manduvirá em 1868, de modo a atrasar a esquadra brasileira que estava no encalço dos paraguaios.